# Orthonama areolaria
Orthonama areolaria är en fjärilsart som beskrevs av Adrian Hardy Haworth 1802. Orthonama areolaria ingår i släktet Orthonama och familjen mätare. Inga underarter finns listade i Catalogue of Life.